# Ruyangosaurus
Ruyangosaurus – rodzaj zauropoda z grupy Titanosauriformes. Żył na początku późnej kredy na terenie dzisiejszych Chin. Gatunek typowy rodzaju, Ruyangosaurus giganteus, został opisany w 2009 roku przez Lü Junchanga i współpracowników. Jego szczątki odkryto w osadach formacji Mangchun w powiecie Ruyang na terenie prowincji Henan we wschodnich Chinach.
Ruyangosaurus cechował się stosunkowo niskimi wyrostkami kolczystymi kręgosłupa. Odnaleziona kość piszczelowa dinozaura mierzyła 127 cm długości, a zachowany fragment kości udowej – 120 cm. Długość całej tej kości szacuje się na około 200 cm. Czwarty krętarz jest zredukowany do niskiej, zaokrąglonej wypukłości. Średnica centrum kręgu tułowiowego Ruyangosaurua mierzy 51 cm, natomiast u argentynozaura – 50 cm. Kręgi argentynozaura miały jednak znacznie dłuższe wyrostki kolczyste. Lü i współpracownicy sugerują, że Ruyangosaurus jest największym dinozaurem odkrytym dotychczas w Azji. Autorzy wstępnie przypisali ten rodzaj do rodziny Andesauridae, wskazując na duże rozmiary, obecność systemu hyposphene–hypantrum i dwa lub trzy duże wgłębiania na bocznej stronie łuku kręgowego. Stwierdzili jednak, że nie jest on typowym andezaurydem, a kolejne odkrycia mogą doprowadzić do zmiany jego pozycji systematycznej.
Nazwa Ruyangosaurus pochodzi od powiatu Ruyang, w którym odkryto jego szczątki, oraz greckiego słowa sauros („jaszczur”). Nazwa gatunkowa gatunku typowego, giganteus, odnosi się do jego dużych rozmiarów. Odkrycie Ruyangosaurus dowodzi większej różnorodności zauropodów na początku wczesnej kredy niż wcześniej sądzono, a także dowiodło górnokredowego wieku formacji Mangchun, którą wcześniej uważano za paleoceńską.